# Lavincourt
Lavincourt település Franciaországban, Meuse megyében. Lakosainak száma 71 fő (2022. január 1.). Lavincourt Aulnois-en-Perthois, Bazincourt-sur-Saulx, Montplonne, Rupt-aux-Nonains és Stainville községekkel határos.

## Népesség
A település népességének változása:
| Lakosok száma | 80   | 75   | 71   | 70   | 69   | 67   | 70   | 72   | 73   | 71   |
|               | 1968 | 1982 | 1990 | 2006 | 2013 | 2015 | 2017 | 2019 | 2020 | 2022 |